# Fred Spiksley
Frederick Spiksley, detto Fred (Gainsborough, 25 gennaio 1870 – Goodwood Racecourse, 28 luglio 1948), è stato un allenatore di calcio e calciatore inglese, di ruolo attaccante.

## Carriera

### Calciatore
Ha giocato per diverse squadre di Gainsborough prima di arrivare allo Sheffield Wednesday, società nella quale rimane per dodici stagioni, totalizzando 290 presenze e 100 reti in campionato, 324 incontri e 116 gol in tutte le competizioni. In seguito veste le casacche di Glossop, Leeds United, Southern United e Watford.
Durante la sua carriera da calciatore colleziona almeno 435 partite e almeno 237 marcature nei campionati, mantenendo una media reti/partita pari a 0,54. Nel suo periodo al Gainsborough Trinity, segna 131 gol in 126 sfide di campionato, riuscendo a mantenere una media reti/partita superiore a 1.
In vent'anni vince tre titoli minori e un campionato delle Midlands con il Gainsborough Trinity, una FA Cup, un titolo di seconda divisione inglese e un titolo di prima divisione inglese con lo Sheffield Wednesday.
Il 13 marzo 1893 esordisce in Nazionale nella partita contro il Galles (6-0), partita valida per gli Home Championship durante la quale sigla due reti. Il 1º aprile seguente realizza una doppietta anche contro la Scozia (5-2), contribuendo alla vittoria inglese degli Home Championship, torneo che rivince nel 1898.

### Allenatore
Appesi gli scarpini al chiodo, diviene presto un allenatore. Inizia in Svezia, all'AIK Stoccolma, vincendo il titolo svedese nel 1911. In seguito allena la Nazionale svedese, il Monaco 1860 e il Norimberga. Durante la prima guerra mondiale, catturato dai tedeschi, fu detenuto nel campo di internamento di Ruhleben, a nord di Berlino. Si trasferisce in Messico negli anni venti: allena prima il Reforma AC e poi il Real Club España, società con la quale vince il titolo messicano del 1924. Ritornato in Europa allena nuovamente il Norimberga, aggiungendo al suo amplio palmarès anche il titolo tedesco vinto nel 1927, chiudendo la carriera da allenatore in Svizzera.

## Palmarès

### Calciatore

#### Club

##### Competizioni nazionali
- Coppa d'Inghilterra: 1

Sheffield Wednesday: 1895-1896
- Second Division: 1

Sheffield Wednesday: 1898-1899
- Campionato inglese: 1

Sheffield Wednesday: 1902-1903

##### Competizioni regionali
- Gainsborough News Charity Cup: 2

Gainsborough Trinity: 1888, 1890
- Lincolnshire Football Association Challenge Cup: 1

Gainsborough Trinity: 1890
- Campionato delle Midlands: 1

Gainsborough Trinity: 1890-1891

#### Nazionale
- British Home Championship: 2

1993, 1998

### Allenatore
- Campionato svedese: 1

AIK: 1911
- Campionato messicano: 1

Real Club España: 1923-1924
- Campionato tedesco: 1

Norimberga: 1926-1927